# Мария-Бистрица
Мария-Бистрица (хорв. Marija Bistrica) — город на севере Хорватии в Крапинско-Загорской жупании, в историческом регионе Хорватское Загорье. Расположен в 20 км к северу от столицы страны, Загреба. Население города 1 107 человек, муниципального округа 6 612 человек (2001). Крупнейший паломнический центр Хорватии, ежегодно его посещают несколько сот тысяч человек.

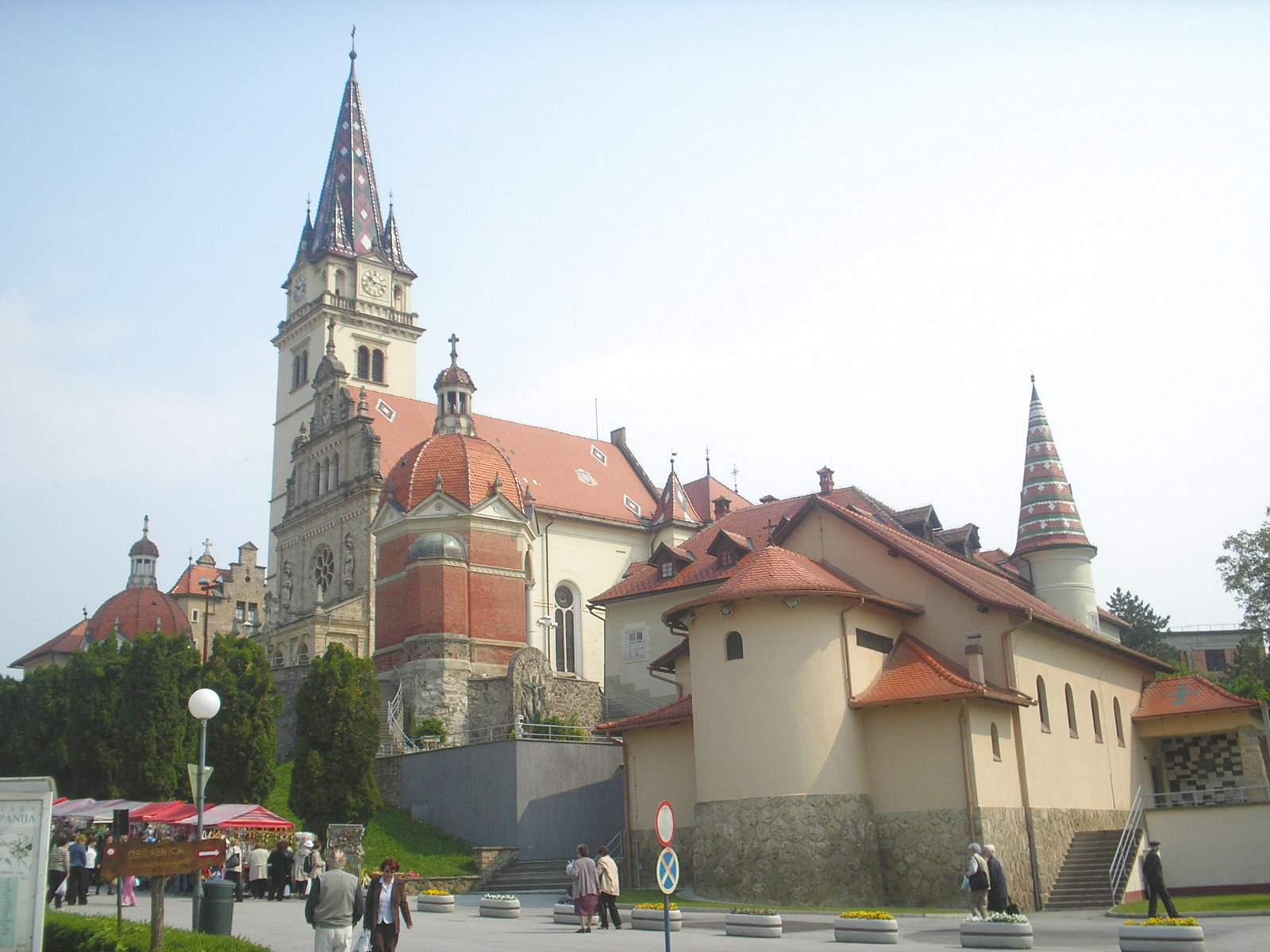
Базилика Пресвятой Девы

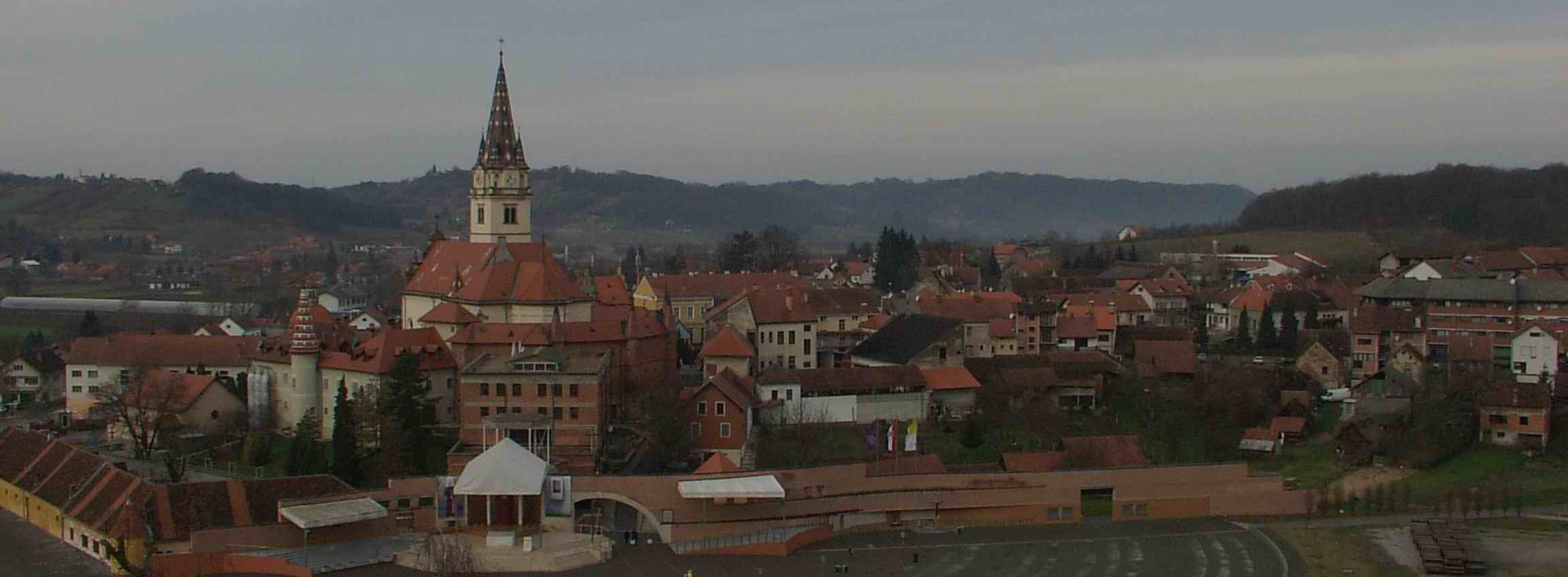
Панорама города

Мария-Бистрица впервые упомянута в документах 1209 года. К 1334 году относятся первые сведения о церкви святых Петра и Павла. Согласно преданию, в 1545 году местный священник из-за угрозы турецкого нападения спрятал в тайнике церкви деревянную статую Девы Марии с Младенцем и унёс этот секрет с собой в могилу. Статуя была обнаружена в 1588 году из-за яркого света, который она излучала. После этого она стала почитаться чудотворной, а Мария-Бистрица стала местом паломничества.
В 1710 году хорватский парламент проголосовал за выделение средств на новый алтарь в церкви, который и был создан пятью годами позже. В 1731 году церковь была расширена и переосвящена в честь Пресвятой Девы Марии. В 1750 году папа Бенедикт XIV включил Марию-Бистрицу в список богородичных санктуариев, и предоставил индульгенцию для паломников в этот хорватский город.
С 1879 по 1882 год возводилось новое здание церкви в стиле неоренессанс. Вокруг храма были сооружены аркады. В 1923 году папа Пий XI даровал бистрицкому санктуарию почётный статус малой базилики, а в 1935 году архиепископ Загреба Антун Бауэр короновал образ.
В октябре 1998 года папа Иоанн Павел II посещал Марию-Бистрицу в ходе своего визита в Хорватию. 3 октября он провёл здесь церемонию причисления к лику блаженных архиепископа Алоизия Степинаца.